# Formosablauwstaart
De formosablauwstaart (Tarsiger formosanus) is een zangvogel uit de familie Muscicapidae (vliegenvangers). Eerder was deze vogel een ondersoort van de Indische blauwstaart (T. indicus).

## Verspreiding en leefgebied
Deze soort is endemisch in Taiwan.

## Status
De formosablauwstaart komt niet als aparte soort voor op de lijst van het IUCN, maar is daar nog een ondersoort van de Indische blauwstaart (T. indicus formosanus).